# Akvadukt (vodovod)
Akvadukt je vodotok, zgrajen za prenos vode od izvira do distribucijskega mesta na daljavo. V sodobnem inženirstvu se izraz akvadukt uporablja za vse sisteme cevi, jarkov, kanalov/prekop, predorov in drugih struktur, ki se uporabljajo v ta namen. Izraz akvadukt se prav tako pogosto nanaša posebej na most na umetnem vodotoku. Beseda izvira iz latinskega aqua ("voda") in ducere ("voditi") . Akvadukti so bili uporabljeni v antični Grčiji, starem Egiptu in antičnem Rimu. V sodobnem času so bili v Združenih državah zgrajeni veliki akvadukti, da bi oskrbovali največja mesta v državi. Najenostavnejši so majhni jarki, skopani v zemljini. V sodobnih akvaduktih se lahko uporabljajo veliko večji kanali. Včasih tečejo na svoji poti skozi predore, zgrajene pod zemljo, lahko pa uporabljajo tudi cevovode. V preteklosti so kmetijske družbe gradile akvadukte za namakanje pridelkov in oskrbo velikih mest s pitno vodo.

## Antični akvadukti
Čeprav so bili akvadukti posebej povezani z Rimljani, so bili zasnovani veliko prej v Grčiji in na Bližnjem vzhodu ter na Indijski podcelini, kjer so narodi, kot so Egipčani in Harapani, gradili zapletene namakalne sisteme. Rimski tip akvadukta je bil uporabljeni že v 7. stoletju pred našim štetjem, ko so Asirci zgradili 80 km dolg apnenčev akvadukt, ki je vključeval 10 m visok odsek, ki je prečkal dolino širine 300 m, da bi prenesel vodo v njihovo glavno mesto Ninive. 

### Indija
Indijska podcelina naj bi imela nekaj prvih akvaduktov. Dokaze lahko najdemo na mestih današnjega Hampija, Karnataka. Masivni akvadukti v bližini reke Tungabhadra, ki oskrbujejo vodo za namakanje, so bili nekoč dolgi 24 km .. Vodne poti so oskrbovale z vodo tudi kraljeva kopališča.

### Oman
V Omanu je bil v železni dobi v Salut, Bat in na drugih mestih, zgrajen sistem podzemnih akvaduktov, imenovanih falaj ali kanat, niz navpičnih jaškov, povezanih z rahlo nagnjenimi vodoravnimi predori. V več državah delujejo še danes
Obstajajo tri vrste kanatov:
- Daudi (داوودية) s podzemnimi akvadukti
- Ghaili (الغيلية ), ki zahteva jez za zbiranje vode
- Aini (العينية), katerega vir je vodni izvir

To je omogočilo razcvet kmetijstva v suhem okolju.

### Perzija
V Perziji je bil v zgodnjih časih zgrajen sistem podzemnih akvaduktov, imenovanih qanāts kanat, niz navpičnih jaškov, povezanih z rahlo nagnjenimi vodoravnimi predori.
Ta tehnika:
- zajema podzemno vodo na način, ki dovoli vodi na površino brez potrebe po črpanju. Voda se pretaka z gravitacijo, cilj pa je nižji od vira, ki je običajno gorski vodonosnik.
- omogoča, da se voda pretaka na dolge razdalje v vročih in suhih podnebjih, ne da bi pri tem izgubila večji delež izvorne vode zaradi iztekanja in izhlapevanja.

### Petra, Jordanija
Po vsej Petri v Jordaniji, so Nabatejski inženirji izkoristili vsak naravni izvir in vsak zimski naliv, da bi preusmerili vodo tja, kjer je bila potrebna. Konstruirali so akvadukte in cevne sisteme, ki so omogočali pretakanje vode skozi gore, soteske in v templje, domove in vrtove državljanov. Ob hoji skozi Siq lahko opazimo ostanke kanalov, ki so usmerjali vodo v središče mesta in trajne retenzijske jezove, ki so zadrževali močne poplavne vode.

### Grčija
Na otoku Samos je bil v času Polikrata (538-522 pr. n. št.) zgrajen Evpalinov tunel. Velja za podzemni akvadukt in je prinašal vodo Pitagorejonu približno tisoč let.

### Rim
Rimski akvadukti so bili zgrajeni v vseh delih rimskega cesarstva, od Nemčije do Afrike in zlasti v mestu Rimu, kjer je bila njihova dolžina več kot 415 kilometrov. Akvadukti so dobavljali svežo vodo za javna kopališča in za pitno vodo, v velikih mestih po cesarstvu in postavili standard inženiringa, ki ni bil presežen več kot tisoč let. Mostovi, zgrajeni iz kamna z več loki, so bili značilnost rimskih akvaduktov, zato je izraz akvadukt pogosto uporabljen posebej za most za prenašanje vode.

### Južna Amerika
V bližini perujskega mesta Nazca je bil zgrajen starodavni predkolumbovski sistem akvaduktov, imenovanih Puquios, ki so še vedno v uporabi. Narejeni so bili iz zapleteno postavljenih kamnov, gradbenega materiala, ki ga je široko uporabljala kultura Nazca. O časovnem obdobju, v katerem so bili zgrajeni, se še vedno razpravlja, vendar nekateri dokazi kažejo na okoli leta 540–552 kot odziv na obdobja suše v regiji. 
Nacionalni spomenik Guayabo (Guayabo de Turrialba) v Kostariki, park, ki pokriva največje arheološko najdišče v državi, vsebuje sistem akvaduktov. Kompleksna mreža nepokritih in pokritih akvaduktov še vedno dobro deluje.  Zgrajeni so iz rečnih kamnov, ki so večinoma nastali iz vulkanskih kamnin.  Civilizacija, ki je zgradila sistem akvaduktov, za arheologe ostaja skrivnost; sumi se, da so nastali na mestu starodavnega kulturnega sotočja med Azteki, Maji in Inki.

### Severna Amerika
Ko so Evropejci v začetku 16. stoletja videli prestolnico Aztekov, Tenochtitlan, sta mesto napajala dva akvadukta. Eden od teh, akvadukt Chapultepec, zgrajen okoli leta 1420, so Španci obnovili skoraj tristo let kasneje. Prvotno je sledil delu poti, ki je potekala čez izteklo jezero Texcoco, samo del ostanka v Ciudad de México.

### Šrilanka
Ugotovljeno je bilo, da se je obsežna uporaba dovršenih akvaduktov uporabljala v antični Šrilanki. Najboljši primer je Yoda Ela ali Jaya Ganga iz 5. stoletja, 87 km dolg vodni kanal, ki prenaša vodo med dvema umetnima akumulacijskima bazenoma z naklonom 10 do 20 cm na kilometer. Vendar pa so se s padcem civilizacije v 13. stoletju izgubili stari inženirski postopki pri izračunu natančne višine med dvema rezervoarjema in točnim naklonom kanala do tako fine natančnosti. 

## Moderni akvadukti
V sodobnem času so bili v Združenih državah zgrajeni največji akvadukti, da bi oskrbovali največja mesta v državi. Akvadukt Catskill prenaša vodo v New York City na razdalji 190 km, vendar pa prekaša akvadukt na skrajnem zahodu države, akvadukt reke Kolorado, ki oskrbuje območje Los Angelesa z vodo iz reke Kolorado skoraj 400 km dolg in 1129 km dolg akvadukt Kalifornija, ki poteka od delte reke Sacramento-San Joaquin do jezera Perris. Projekt Central Arizona je največji in najdražji akvadukt, zgrajen v Združenih državah. Razteza se 336 milj od izvira blizu Parkerja v Arizoni do metropolitanskih območij Phoenixa in Tucsona. Akvadukt na Novi Zelandiji, Oamaru Borough Race je bil zgrajen v poznem 19. stoletju, da bi zagotovil vodo (in vodno energijo) približno 50 km od reke Waitaki na Kurowu v obalno mesto Oamaru.
V Španiji so sistem prenosa vode Tagus-Segura odprli leta 1979 in prenaša vodo 286 kilometrov od severa proti jugu .
Na Kitajskem je cilj projekta prenosa vode jug-sever (kitajsko 南水北调工程; pinjin: Nánshuǐ Běidiào Gōngchéng, angleško ‘’Project of diverting the south water to the north’’) povezati porečje reke Jangce in Peking prek treh ločenih sistemov. Projekt bo ponovno uporabil del Velikega prekopa Kitajske.

## Oblikovanje

### Odprti kanali
Najenostavnejši akvadukti so majhni jarki, skopani v zemljini. V sodobnih akvaduktih se lahko uporabljajo veliko večji prekopi, na primer projekt Central Arizona uporablja 7,3 m široke kanale. Pomemben dejavnik pri oblikovanju vseh odprtih kanalov je njegov naklon. Višji naklon omogoča manjšemu kanalu, da prenaša enako količino vode kot večji kanal z nižjim naklonom, vendar poveča potencial vode, ki lahko poškoduje konstrukcijo. Tipičen rimski akvadukt je imel naklon okoli 1:4800. 

#### Žleb
Zgrajen žleb je majhen kanal ali akvadukt iz kamna, opeke, betona ali drugega materiala; navadno pravokoten v prerezu za prenos vode od vira, kot so potok, izvir, rezervoar, kanat ali akvadukt; za domačo porabo ali namakanje kmetijskih zemljišč.
V bližnjevzhodnih in sredozemskih podnebnih kulturah starodavnih in zgodovinskih obdobij so se tradicionalno uporabljali žlebovi, pa tudi v drugih podnebjih in celinah po vsem svetu. Od vodnega jarka se razlikujejo tako, da so obloženi, da se zmanjšajo izgube absorpcije in poveča trajnost. Namakalni sistem Falaj v oazi Al Ain, v današnjem emiratu Abu Dhabi, uporablja podzemne žlebove kot del vodnega sistema kanat. 
Žlebovi se uporabljajo tudi za estetske namene pri oblikovanju krajine. Uporabljajo se kot ozki vodni vložki v tlak vrta, kot linearne vodne značilnosti, pogosto obloženi s ploščicami in so del vodnjaka.
Zgodovinski izvor je v rajskih vrtovih, ki so jih najprej uvedli v starodavne perzijske vrtove. Žlebovi so bili kasneje izjemno razviti v mavrskih (španskih) vrtovih Al Andaluza, kot na primer v Alhambri v Granadi in tudi v drugih islamskih vrtovih, kulturah in državah. Primeri iz začetka 20. stoletja so v parku Marije Louise v Sevilji v Španiji in v vrtovih Casa del Herrero v Montecitu v Kaliforniji.

### Podzemni predori
Akvadukti včasih tečejo po svoji poti skozi predore, zgrajene pod zemljo. Različica tega v Severni Afriki in Srednji Aziji, ki ima navpične vrtine v rednih presledkih, povezane z vodoravnimi kanali, se imenuje kanat. En zgodovinski primer v Siriji, Qanat Firaun, je dolg več kot 100 kilometrov. 

### Cevovodi
Sodobni sistemi lahko obsežno uporabljajo tudi cevovode. Cevovodi so uporabni za prenašanje vode na dolge razdalje, ko se mora premikati po hribih ali kjer so odprte poti slaba izbira zaradi upoštevanja izhlapevanja, zamrzovanja, onesnaženja ali vpliva na okolje. Uporabljajo se lahko tudi za prenos obdelane vode.

## Uporaba
V preteklosti so kmetijske družbe zgradile akvadukte za namakanje pridelkov. Arhimed je izumil vodni vijak za dvigovanje vode za uporabo na namakalnih površinah.
Druga uporaba je za oskrbo velikih mest s pitno vodo. Pomaga tudi območjem, ki so izpostavljeni suši. Nekateri rimski akvadukti še danes dobavljajo vodo v Rim. V Kaliforniji, ZDA, trije veliki akvadukti oskrbujejo z vodo več sto milj oddaljena območja Los Angelesa. Dva sta iz območja reke Owens, tretji iz reke Colorado.
V sodobnih gradbenih projektih je potrebna poglobljena študija in analiza pretoka odprtih kanalov, da bi podprli nadzor poplav, namakalne sisteme in velike sisteme za oskrbo z vodo, če je prednostni akvadukt in ne cevovod.
V preteklosti so bili akvadukti pogosto narejeni iz zemlje ali drugih poroznih materialov, vendar se zaradi takšnih nepokritih akvaduktov izgubili velike količine vode. Ker postaja vode vse manj, so ti kanali obdani z betonom, polimeri ali neprepustno zemljino. V nekaterih primerih je ob starem zgrajen nov akvadukt, saj ga med gradnjo ni mogoče zapreti.

## Znameniti akvadukti

### Antična Grčija
- Evapalinov akvadukt na grškem otoku Samos

### Rimski akvadukti
- Pont du Gard, zgrajen v 1. stoletju v južni Franciji.
- Akvadukt, Segovia,  most, je eden najpomembnejših in najbolje ohranjenih antičnih spomenikov na Iberskem polotoku, Segovia, Španija.
- Valensov akvadukt. rimski akvadukt v vzhodni rimski prestolnici Konstantinopel, zdaj Carigrad, Turčija

### Drugi
- Ponte Mantible, akvadukt v Santiagu de Compostela, Španija, 12. stoletje.
- Jervanski akvadukt, ki ga je zgradil asirski kralj Sanherib, datiran v 688 pr. n. št., kot del sistema za oskrbo z vodo v mestu Ninive
- Akvadukt Wignacourt, Malta; zgrajen v 17. stoletju za transport vode iz Dinglija in Rabata v novo glavno mesto Valletta; danes večina njegovih lokov še vedno stoji v krajih Attard, Balzan, Birkirkara, Fleur-de-Lys in Santa Venera
- Akvadukt St-Clément, Montpellier, Francija, 17. stoletje
- Akvadukt v Baru, Črna gora, 16. stoletje
- Akvadukt Águas Livres, v Lizboni, Portugalska (zgrajen 1731–1748)
- Acueducto de Albear Havana, Kuba. (odprt 22. januarja 1893)
- Akvadukt Óbidos, v Óbidosu, Portugalska (zgrajen 1570)
- Akvadukt Setúbal v Setúbalu na Portugalskem (zgrajen 1696)
- Akvadukt Pegões v Tomarju, Portugalska (zgrajen 1593)
- Akvadukt Água de Prata, v Évori, Portugalska (zgrajen 1531–1537)
- Akvadukt Santa Clara v Vila do Conde na Portugalskem
- Akvadukt Carioca v Riu de Janeiru, Brazilija (zgrajen 1744–1750)
- Akvadukt Teruel, Španija
- Akvadukt Roquefavour, Francija, zgrajen med letoma 1842 in 1847
- Veliki akvadukt v okrožju Winnipeg, Manitoba, Kanada, zgrajen med 1915 in 1919
- Canal de l'Aqueduc, Quebec, Kanada
- Vodni predor Päijänne, 120 kilometrov dolg neprekinjen predor, ki povezuje jezero Päijänne in Velike Helsinke
- Akvadukt Wan Mat Saman, Kedah, Malezija, zgrajen med 1900 in 1909
- Ohranjeni španski akvadukti v Mehiki:
  - akvadukt Querétaro v Mehiki, zgrajen med 1726 in 1738, dolg 1,3 km in ima 74 lokov
  - akvadukt Moreliji, Michoacán, zgrajen med 1735 in 1738
  - akvadukt Acámbaro, Guanajuato, zgrajen leta 1528 [12]
  - akvadukt Chapultepec, Mehika D.F.
- Akvadukt Kavala, osmanski akvadukt iz 16. stoletja v Kavali v Grčiji
- Levade, 2170 km kanalov iz 17. stoletja na portugalskem otoku Madeira
- Akvadukt Espada, zgrajen leta 1735 v San Antoniju v Teksasu, ZDA
- Akvadukt Quabbin, 39,6 km dolg predor, Massachusetts, Združene države
- akvadukt Chicopee Valley, dolg 13,1 milje, v Massachusettsu, Združene države
- Projekt akvadukta Central Arizona
- Akvadukt Kalifornija, kombinacija kanalov, cevovodov in predorov, 1151 km, ZDA
- Akvadukt Delaware, v zvezni državi New York, ZDA - dolg 137 km, najdaljši podzemni predor na svetu
- Crotonov akvadukt, v državi New York, ZDA, velik in kompleksen sistem za distribucijo vode, zgrajen za New York City med letoma 1837 in 1842.
- Sooke Flowline, na otoku Vancouver v Kanadi, je 44 kilometrov dolga betonska cev, ki se napaja z gravitacijo

## Galerija
- Notranjost rimskega akvadukta iz Solomonovega bazena v Jeruzalem
- Vstop v Puquios, blizu Nazce
- Satelitska slika namakanih polj in namakalnega kanala Kahov. Zajeto je 7. avgusta 2015 pri Landsat 8 (OLI).
- Albear akvadukt, Havana, kuba.